# Ferdinand Paul Wirtgen
Ferdinand Paul Wirtgen (Coblenza, 7 de enero de 1848-Bonn, 26 de enero de 1924) fue un botánico, y pteridólogo alemán. Estudió Farmacia en Coblenza y Saarbrücken, licenciándose en examen estatal en Bonn, en 1872.

## Biografía
Fue farmacéutico en Ettenheim, entre 1873-1875; y en Baden, en 1878. Y finalmente en 1889 en Bonn hasta 1920. Ese año, fue nombrado profesor honorario de la Universidad de Bonn.
Hizo el servicio en un hospital de la guarnición del ejército en Koblenz (1870-71). Luego estudió farmacia en Bonn, y más tarde pasó dos años como farmacéutico en la ciudad de Ettenheim. En 1875, regresó a St. Johann, donde finalmente se hizo con la propiedad de una farmacia. Desde 1889 en adelante, vivió en Bonn, donde centró sus energías hacia la investigación botánica.
Como botánico, hizo excursiones a Borkum, el Harz, Bosque Negro, cordillera de los Vosgos y a Suiza. Su trabajo consistía en estudios en los campos de florística, fitogeografía y sistemática vegetal, de la que llevó a cabo investigaciones sistemáticas en helecho s, y también plantas de los géneros  Verbascum, Rubus, Salix, Rumex, Mentha, Rosa, Carex, Epilobium.
Durante su carrera, acumuló un herbario de más de 210.000 ejemplares.

## Principales publicaciones
- Das Seltenerwerden und Verschwinden einzelner Pflanzenarten der Rheinischen Flora, 1905.
- Die botanischen Sammlungen des Naturhistorischen Vereins der preussischen Rheinlande und Westfalens, 1907
- Zur Flora des Vereinsgebietes, 1908.[6]

## Honores
- Miembro de la Royal Society

## Eponimia
Géneros
- (Anacardiaceae) Wirtgenia Jungh. ex Hassk.[7]
- (Asteraceae) Wirtgenia Sch.Bip.[8]
- (Ericaceae) Wirtgenia Andres[9]
- (Poaceae) Wirtgenia Nees ex Döll[10]

Especies
- (Anacardiaceae) Spondias wirtgenii Hassk.[11]
- (Asteraceae) Cirsium × wirtgenii M.Loehr[12]
- (Dryopteridaceae) Polystichum wirtgenii Hahne[13]
- (Lamiaceae) Dalanum × wirtgenii (Ludw.) Dostál[14]
- (Onagraceae) Epilobium wirtgenii H.Lév.[15]
- (Orchidaceae) Dactylorhiza × wirtgenii (Höppner) Soó[16]
- (Papaveraceae) Fumaria wirtgenii W.D.J.Koch[17]
- (Poaceae) Calamagrostis × wirtgeniana Hausskn.[18]
- (Polygonaceae) Rumex wirtgenii Beck[19]
- (Rosaceae) Rosa wirtgenii Braun[20]
- (Rubiaceae) Galium wirtgenii F.W.Schultz[21]
- (Scrophulariaceae) Scrophularia wirtgenii Koch ex Opiz[22]